# کشیش‌مرغ
کشیش‌مرغ (نام علمی: Prosthemadera novaeseelandiae) نام یک گونه از تیره عسل‌خوار است.